# Storie di Ulisse
Le storie di Ulisse sono un ciclo di dipinti a fresco realizzati nel 1556 da Giovan Battista Castello per la casa Lanzi di Gorlago, ma esposti nel palazzo della Provincia di Bergamo dando il nome al salone Salone di Ulisse.

## Storia
Il ciclo pittorico fu commissionato come decorazione del nuovo salone della casa Lanzi di Gorlago detta «Casa Quadra» all'artista bergamasco dai fratelli Guido e Paolo Lanzi, una famiglia che era stata ricca e importante per le sue proprietà poste tra Gorlago e Trescore. L'occasione era stata la laurea in medicina di Paolo. I dipinti diventarono una delle opere considerate di maggior pregio del territorio almeno fino al XVIII secolo quando il palazzo divenne di proprietà del principe Giovanelli, che abitava a Venezia e che per motivi agricoli modificò e ridimensionò il palazzo adeguandolo all'allevamento del baco da seta e la sala stessa divenne il luogo dove porvi i bachi.
Questo obbligò alla collocazione di una stufa per mantenere il calore del locale necessario alle coltivazioni, che, pare per un mal funzionamento, annerirono i dipinti. Per questo i dipinti della famiglia Lanzi fatti dono dal principe Giovanelli che però risiedeva a Venezia all'amministrazione comunale di Bergamo nel 1869. Il Castello conosciuto come il Bergamasco avrebbe realizzato successivamente i dipinti a medesimo soggetto, per conto di Tobia Pallavicino nel suo palazzo genovese. 
Non fu da subito accolta l'offerta proprio per la difficoltà di rimuovere gli affreschi dalla sede originale, furono quindi rimossi con la tecnica dello strappo a opera del restauratore Antonio Zanchi, mentre Carlo Rota ebbe il compito di conformarli nella nuova collocazione. Scrisse di questo evento Paolo Vimercati Sozzi nel 1866 e di come lo ritenesse improprio:
(Tratto da un'opinione spontanea subordinata al giudizio del pubblico imparziale–1866– Paolo Vimercati Sozzi)

Il passaggio fu ritenuto dal Vimercati non solo rischioso ma pure dispendioso in un periodo, ricordiamo che si stava costruendo il nuovo paese dopo l'unità d'Italia: 
(Paolo Vimercati Sozzi)
 Favorevole e promotore era invece da Giovanni Secco Suardo che aveva proposta la realizzazione di una stanza dalle medesime misure della sala Quadra in un locale prossimo all'accademia Carrara, fu invece scelto il nuovo palazzo della prefettura la cui costruzione era iniziata nel 1864 e terminata nel 1871.
Alcuni dipinti sono stati lasciati a decorare la sala di palazzo Lanzi, dove rimangono tracce anche di tutte le pitture e per sia per questo motivo che per la diversità degli spazi, gli affreschi non si presentano più nella loro forma originale, la nuova sala è molto più grande di quella a Gorlago, inoltre non vi sono le quattro aperture che erano adornate dalle rispettive lunette. Il Castello aveva immaginato il grande dipinto centrale come un tappeto posto sopra una balconata a colonnine, con la nuova collocazione il Rota ha aggiunto una quadratura molto meno limitata. Furono aggiunti due dipinti a lunetta con la raffigurazione del ritratto dell'artista e disegni ornamentali, nonché l'ampliamento di due lunette: Nausicaa dona la veste a Ulisse e Ulisse agli Inferi con paesaggi perché potessero completare la zona presso le due aperture che si volgono verso il giardino.

## Descrizione
Il ciclo pittorico si compone di più dipinti: Assegnazione delle armi di Achille a Ulisse e il suicidio di Aiace, Ulisse si finge pazzo, Ulisse acceca Polifemo, Incontro di Ulisse con Circe, La caccia degli armenti del Sole,  Ulisse e Calypso,  La tempesta, Nausica dona la veste a Ulisse, Ulisse si cimenta nella gara del lancio alla corte dei Feaci, Il concilio degli dei,
Ulisse agli inferi, Ulisse lotta con il mendico alla presenza dei Proci, Ulisse stermina i proci con l'aiuto di Minerva,  Le muse, Minerva e Apollo, Marte e quattro figure di guerrieri.
I dipinti raffigurano, in modo molto allegorico, la supremazia dell'intelligenza umana che vince sulla violenza, raffigurata nella figura di Ulisse, mentre la parte violenta raffigurata da Aiace, Marte e gli antichi dei guerrieri. La lunetta raffigurante Ulisse acceca Polifemo presenta due momenti differenti della storia: il ciclope disteso occupando tutta la parte inferiore della lunetta, mentre Achille è posto sopra di lui, sulla parte sinistra, che, con una lancia, lo colpisce nell'occhio, mentre sulla parte destra sono dipinti i compagni che corrono sulle barche per allontanarsi dall'isola.